# Ljustorps församling
Ljustorps församling är en församling i Medelpads kontrakt i Härnösands stift. Församlingen ingår i Medelpads norra pastorat och ligger i Timrå kommun i Västernorrlands län, Medelpad.

## Administrativ historik
Församlingen har medeltida ursprung. År 1797 utbröts Lagfors bruksförsamling som senare 1937 återgick.
Församlingen utgjorde under medeltiden ett eget pastorat för att därefter till 1 maj 1920 vara moderförsamling i pastoratet Ljustorp, Hässjö och Tynderö som också omfattade Lagfors församling (från 1797) och Lögdö församling (från 1697). Från 1 maj 1920 utgjorde Ljustorp församling ett eget pastorat där till 1937 även Lagfors församling ingick. Från en tidpunkt efter 1990 och från senast 1998 är församlingen annexförsamling i pastoratet Hässjö, Tynderö och Ljustorp. 1 januari 2025 blev församlingen en del av Medelpads norra pastorat.

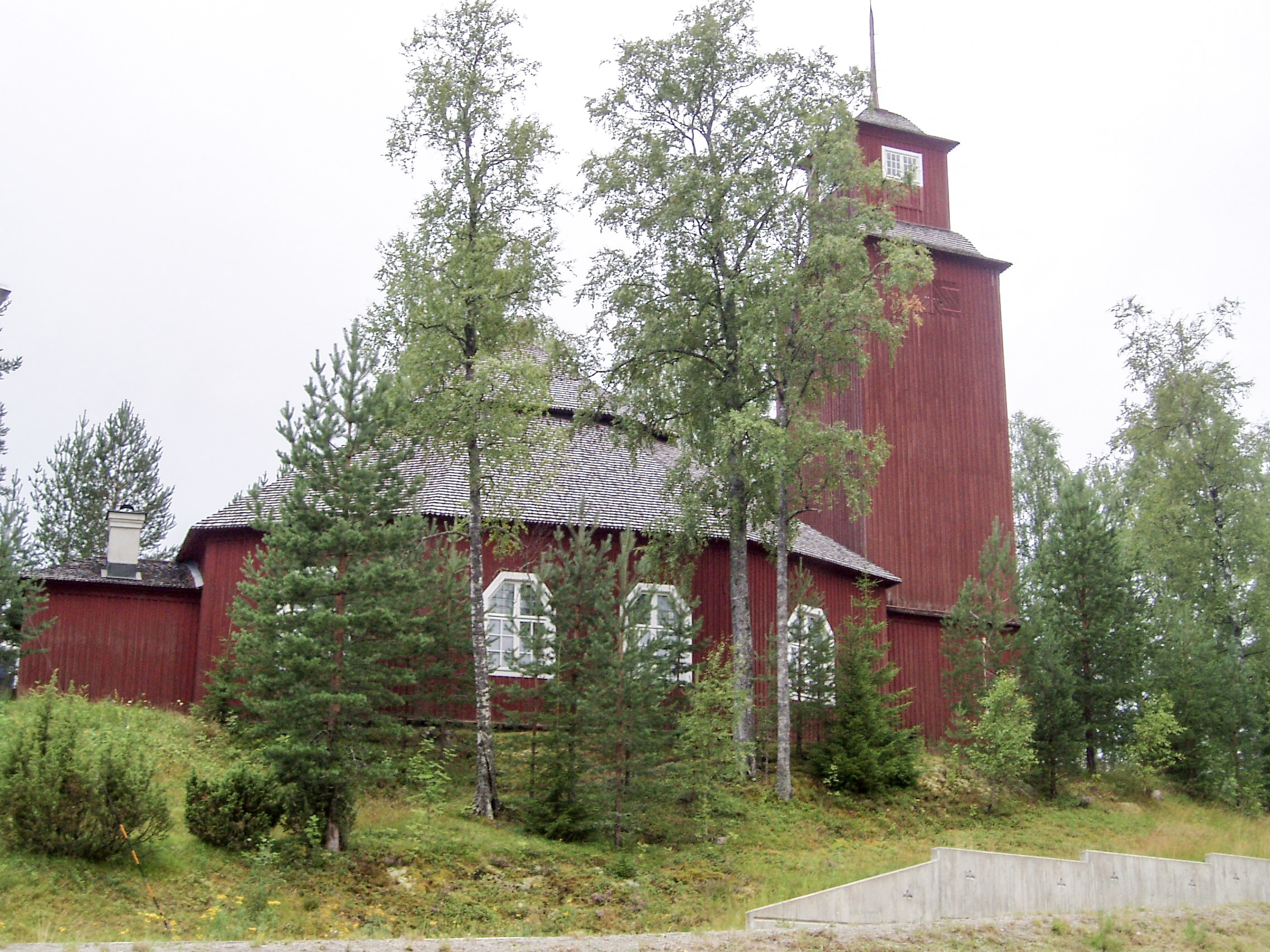
Lagfors kyrka

## Kyrkor
- Ljustorps kyrka
- Lagfors kyrka